# チャービル
チャービル（英: chervil、学名: Anthriscus cerefolium）はセリ科シャク属に属する一年草。パセリに類似する。フレンチパセリ (French parsley) 、ガーデンチャービル (Garden chervil) ともよばれる。マイルドな味わいの料理の風味付けに用いられ、フランス料理にも使用されるハーブである。フランス名でセルフィーユ（仏: cerfeuil）、和名でウイキョウゼリ（茴香芹）ともよばれる。

## 形態・生態
チャービルはコーカサス地方原産であるが、ローマによりヨーロッパ中に広められ、現在では自生している。アメリカ北東部などにも自生する。
草丈40 - 70センチメートル (cm) まで育ち、葉は三回羽状で巻いている。葉はイタリアンパセリに似ているが、パセリよりも甘い香りと穏やかな風味をもつ。白くて小さい花は散形花序で、直径2.5-5 cmである。果実は約1 cmの細い楕円体か卵型である。
パセリと似ている為混同されることがあるが、パセリとは栽培条件に差異がある。直射日光と湿気を嫌うので、日陰の窓辺、ベランダが栽培環境に適している。

## 歴史
文献に初出するのは紀元後、ローマの時代である。チャービルはかつて生垣や荒地に自生する一年生の雑草とみなされ、注意を払われることはなかった。19世紀後半、原産地がロシア南東部、コーカサス以南からイラン北部山地であることが判った。その後、食材として注目を集めるようになった。

### チャービルの根
葉を食するチャービルとは異なるチャービル。根を芋として食べられる。根を食するチャービルの葉には毒があり食べられない。芋用に育てられるチャービルは葉用のチャービルよりも太い根を持ち、品種が別物で19世紀には人気があったが、現在ではイギリスやアメリカではほとんど食べられず、フランス料理のスープやシチューの中でまだ使われている程度である。現在、産地はフランスロワール地方とブルターニュ地方で年間5トンとごく僅か。フランスのマルシェでは10月頃に出回る。中世の頃にロワール地方の貴族が北欧から持ち帰り栽培が始まった。第二次大戦後栽培されなくなったが、フランスロワール地方とブルターニュ地方でまた栽培が始められた。日本でも北海道で栽培が始められているらしい。

## 利用
食用、薬用に、茎、葉が利用される。食材としての主な旬は3 - 6月といわれ、葉がやわらかく、細かく切れ込みが入っているもの、淡緑色が瑞々しいものが市場価値の良品とされる。

### 料理

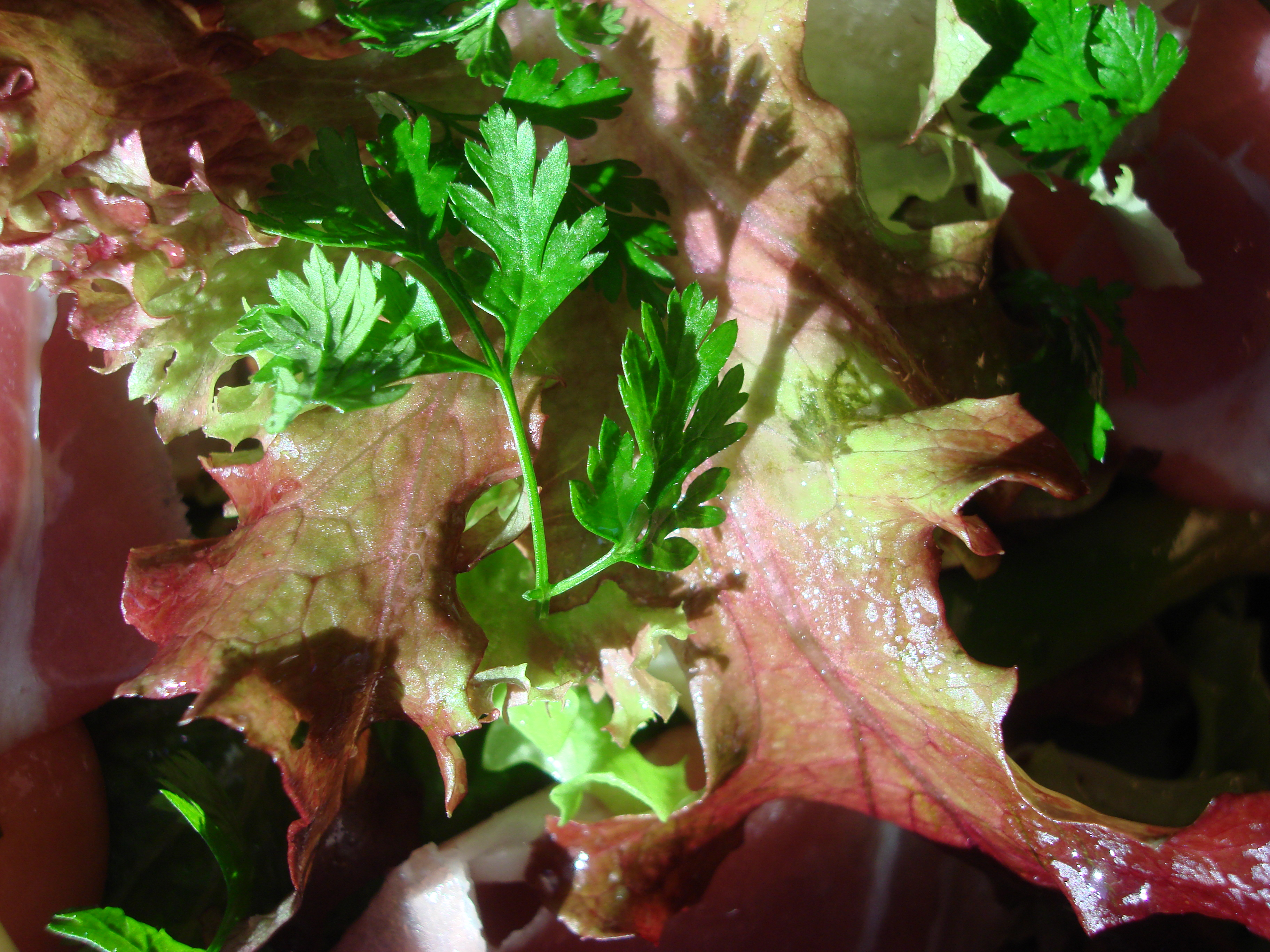
チャービルを使ったサラダ

パセリの葉をマイルドにしたような甘味のある香りが特徴で、チャイブ、バジル、タラゴンなどと共に家禽、魚介、野菜などの風味付けや、卵料理に用いられる。フランスでは「美食家（グルメ）のパセリ」と呼ばれ、フランス料理にも好んで使われ、オムレツ、サラダ、スープ、ドレッシングなどに加えられる。またフランスでは、チャイブなどと組み合わせて作るミックスハーブであるフィヌゼルブの主要材料としても良く知られている。キリスト教圏では復活祭前の料理の材料に使われる。
パセリよりも傷みやすく、スペインカンゾウのかすかな味がある。乾燥すると香りが落ちるので生のまま使うのが望ましいとされる。加熱調理すると香りがとんでしまうため、仕上げに彩りよく添られる。鶏肉や白身魚を使ったあっさりした料理を飾ったり、ソースの仕上げに加えたり、刻んで卵料理に加えるなどの使い方が行われる。乳製品との相性もよく、バターに混ぜてトーストに塗ったり、クリーム系のスープに添えるといった使い方もされる。
栄養価が高く、β-カロテン、ビタミンC、鉄、マグネシウムなどが豊富に含まれ、免疫力の強化に役立つとされる。

### 園芸
チャービルはナメクジ避けに用いられることがある。

### 薬効
香り成分は消化作用や発汗作用、血行促進作用があるといわれる。伝統的には様々な医薬用途に用いられてきた。妊娠した女性はチャービルを滲出した風呂に入り、チャービルのローションは石鹸として用いられ、また血液浄化剤としても用いられた。酢に浸出したものはしゃっくりの治療にも使われた。

## 栽培
チャービルの根は長いため、植え替えは難しい。冷涼で湿った環境を好み、それ以外の環境では薹立ちという現象を起こしてすぐに種ができてしまう。葉の収穫は薹立ちを防ぐのにも役立つ。

## ギャラリー

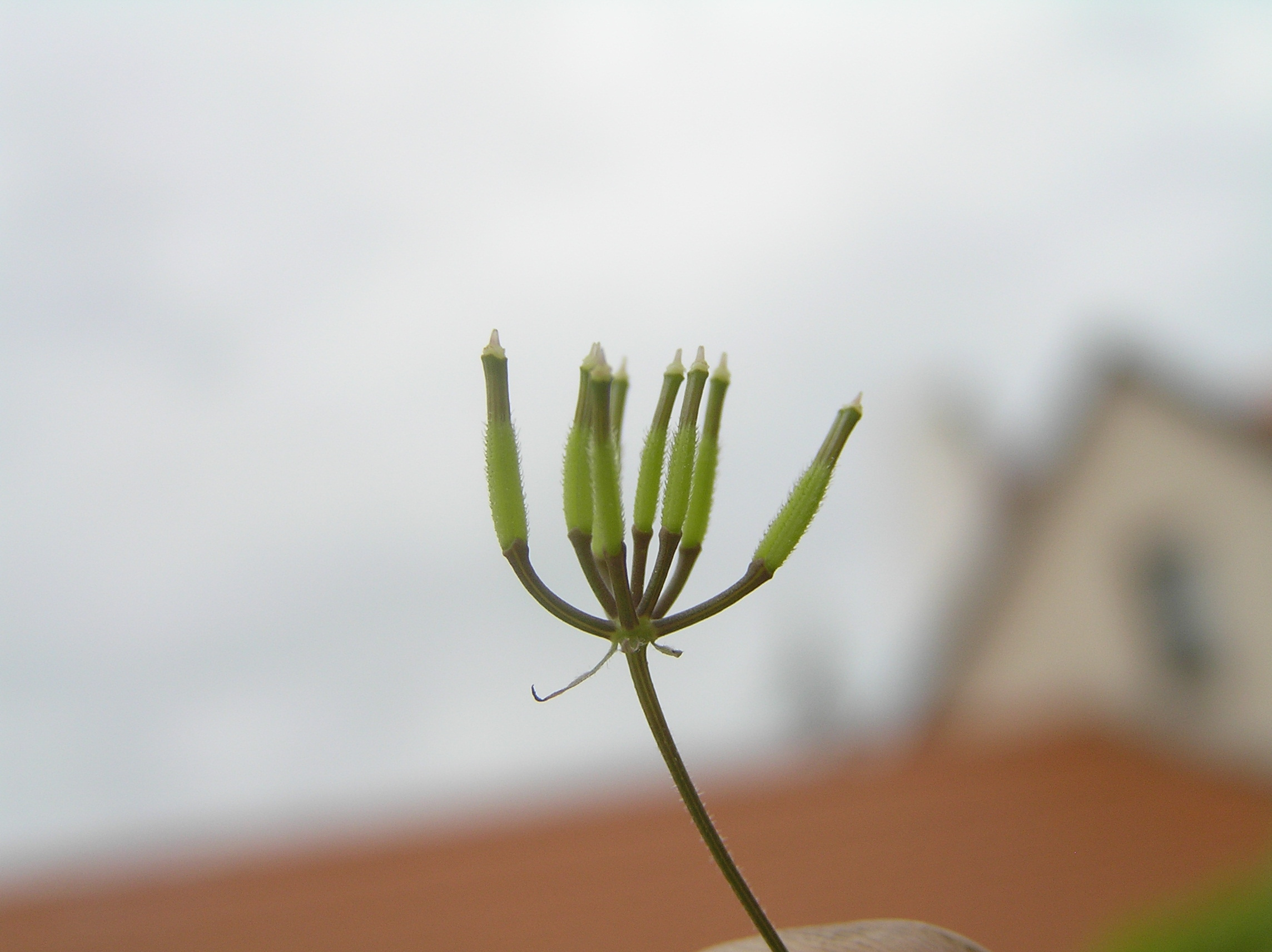
果実
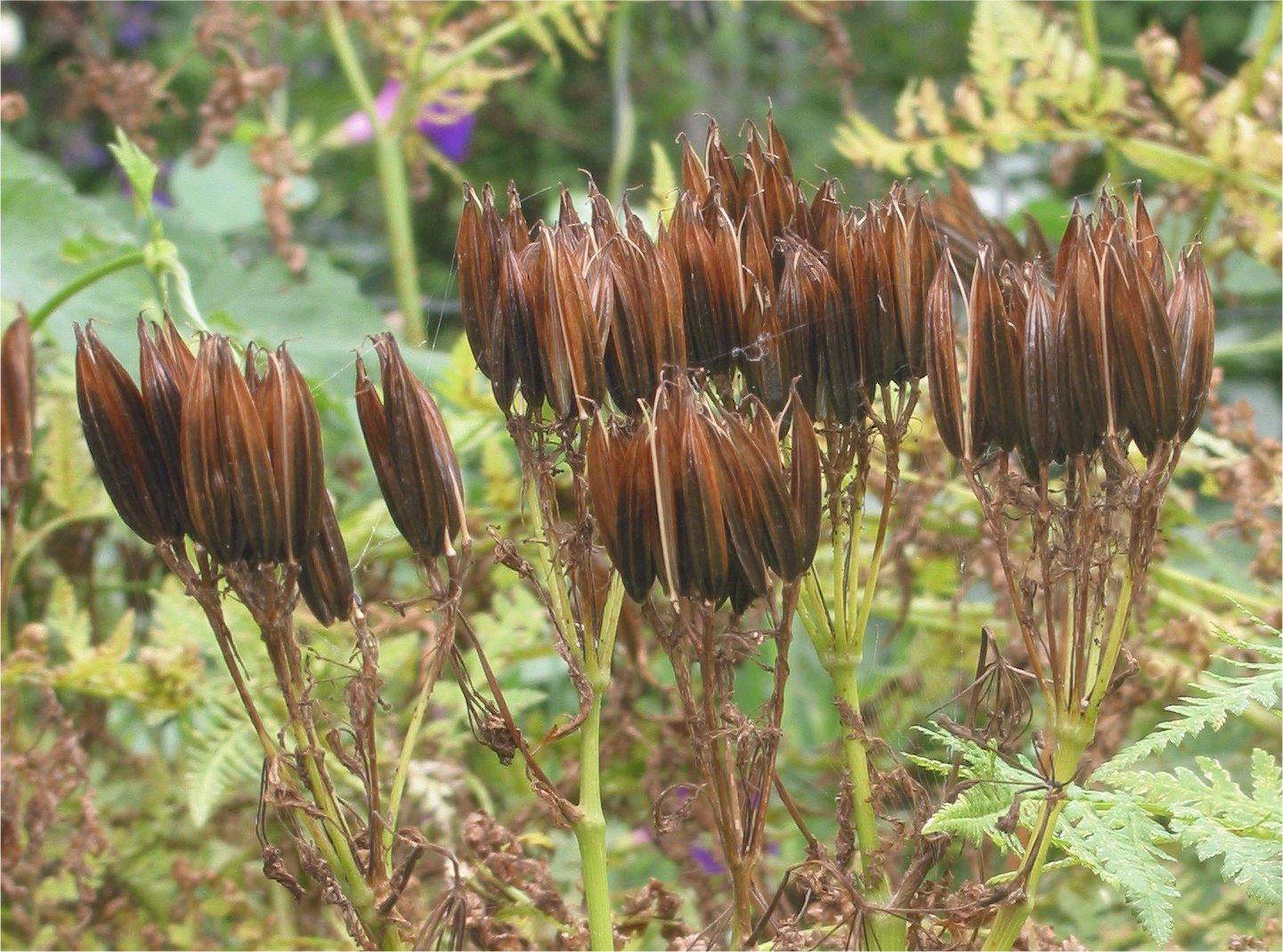
果実
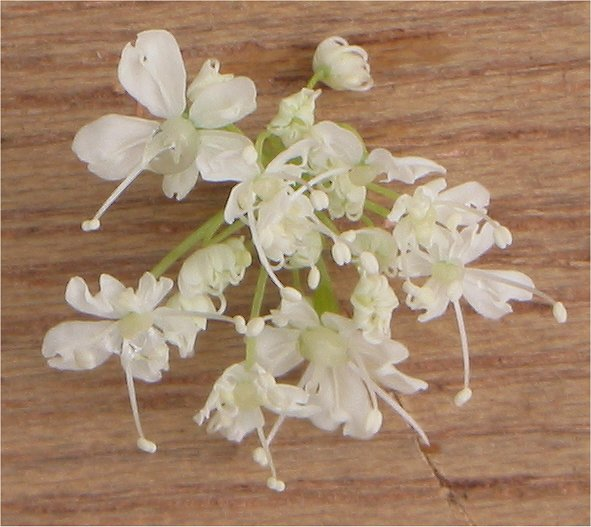
花